# CASE

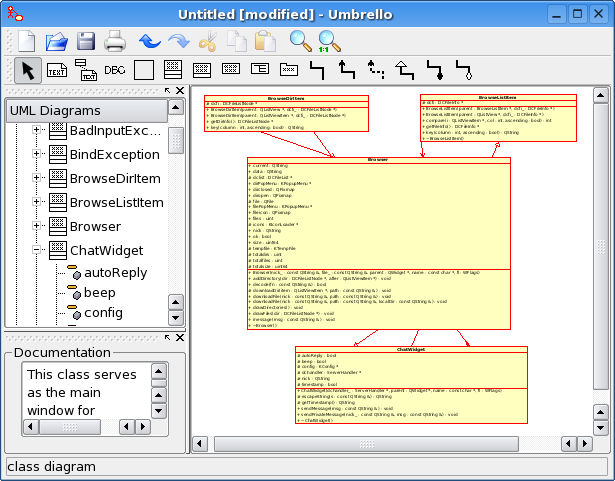
Пример CASE-инструментария

CASE (англ. computer-aided software engineering) — набор инструментов и методов программной инженерии для проектирования программного обеспечения, которые помогают обеспечить высокое качество программ, отсутствие ошибок и простоту в обслуживании программных продуктов. Также под CASE понимают совокупность методов и средств проектирования информационных систем с использованием CASE-инструментов.
Средства автоматизации разработки программ (CASE-средства) — инструменты автоматизации процессов проектирования и разработки программного обеспечения для системного аналитика, разработчика ПО и программиста. Первоначально под CASE-средствами понимались только инструменты для упрощения наиболее трудоёмких процессов анализа и проектирования, но с приходом стандарта ISO/IEC 14102 CASE-средства стали определять как программные средства для поддержки процессов жизненного цикла ПО.

## Общая информация
Основной целью CASE-технологии является разграничение процесса проектирования программных продуктов от процесса кодирования и последующих этапов разработки, максимально автоматизировать процесс разработки. Для выполнения поставленной цели CASE-технологии используют два принципиально разных подхода к проектированию: структурный и объектно-ориентированный.
Структурный подход предполагает декомпозицию (разделение) поставленной задачи на функции, которые необходимо автоматизировать. В свою очередь, функции также разбиваются на подфункции, задачи, процедуры. В результате получается упорядоченная иерархия функций и передаваемой информацией между функциями.
Структурный подход подразумевает использование определённых общепринятых методологий при моделировании различных информационных систем:
1. SADT (structured analysis and design technique);
2. DFD (data flow diagrams);
3. ERD (entity-relationship diagrams).

Существует три основных типа моделей, используемых при структурном подходе: функциональные, информационные и структурные.
В объектно-ориентированном подходе основная категория объектной модели - класс - объединяет в себе на элементарном уровне как данные, так и операции, которые над ними выполняются (методы). Основным инструментом объектно-ориентированного подхода является язык UML — унифицированный язык моделирования, который предназначен для визуализации и документирования объектно-ориентированных систем с ориентацией их на разработку программного обеспечения. Данный язык включает в себя систему различных диаграмм, на основании которых может быть построено представление о проектируемой системе.

## Классификация
В функции CASE входят средства анализа, проектирования и программирования программных средств, проектирования интерфейсов, документирования и производства структурированного кода на каком-либо языке программирования.
CASE-инструменты классифицируются по типам и категориям.
Классификация по типам отражает функциональную ориентацию средств на те или иные процессы жизненного цикла разработки программного обеспечения, и, в основном, совпадают с компонентным составом крупных интегрированных CASE-систем, и включает следующие типы:
- средства анализа — предназначены для построения и анализа модели предметной области;
- средства проектирования баз данных;
- средства разработки приложений;
- средства реинжиниринга процессов;
- средства планирования и управления проектом;
- средства тестирования;
- средства документирования.

Классификация по категориям определяет степень интегрированности по выполняемым функциям и включают — отдельные локальные средства, решающие небольшие автономные задачи, набор частично интегрированных средств, охватывающих большинство этапов жизненного цикла и полностью интегрированных средств, охватывающий весь жизненный цикл информационной системы и связанных общим репозиторием.
Типичными CASE-инструментами являются:
- инструменты управления конфигурацией;
- инструменты моделирования данных;
- инструменты анализа и проектирования;
- инструменты преобразования моделей;
- инструменты редактирования программного кода;
- инструменты рефакторинга кода;
- генераторы кода;
- инструменты для построения UML-диаграмм.